# بول وورث
بول وورث (بالإنجليزية:Bulworth) فيلم كوميدي سياسي أمريكي ساخر أُنتج عام 1998 شارك في كتابته وإنتاجه وإخراجه وبطولته وارين بيتي. وهو من بطولة هالي بيري وأوليفر بلات ودون تشيدل وبول سورفينو وجاك واردن وأيزيا واشنطن.
تلقى الفيلم تقييمات إيجابية بشكل عام وترشح لجائزة الأوسكار لأفضل سيناريو روائي، لكنه فشل بفارق ضئيل في الوصول إلى أرباح قدرها 30 مليون دولار. ومع ذلك ، فقد تمت الإشادة بـ وارين بيتي لأن هذا الفيلم قد تطرق لمشكلة الفقر والخلل في نظام الرعاية الصحية ، حيث أشارت الباحثة القانونية البارزة باتريشيا ويليامز إلى أن الفيلم أظهر "تقاطع العنصرية مع الانقسام الطبقي العميق والمتزايد في أمريكا .

## روابط خارجية
- بول وورث على موقع IMDb (الإنجليزية)
- بول وورث على موقع ميتاكريتيك (الإنجليزية)
- بول وورث على موقع الموسوعة البريطانية (الإنجليزية)
- بول وورث على موقع روتن توميتوز (الإنجليزية)
- بول وورث على موقع نتفليكس (الإنجليزية)
- بول وورث على موقع قاعدة بيانات الأفلام العربية
- بول وورث على موقع ألو سيني (الفرنسية)
- بول وورث على موقع Turner Classic Movies (الإنجليزية)
- بول وورث على موقع أول موفي (الإنجليزية)
- بول وورث على موقع بوكس أوفيس موجو (الإنجليزية)